# Hyrum Rex Lee
Hyrum Rex Lee, né le 8 avril 1910 à Rigby en Idaho et mort le 26 juillet 2001 à San Diego en Californie, est un homme politique américain. Il a été gouverneur des Samoa américaines du 24 mai 1961 au 1er août 1967 et du 28 mai 1977 au 3 janvier 1978.

## Biographie
Né à Rigby, dans l'Idaho, Lee a étudié les sciences agricoles avant de devenir économiste auprès de l'Administration de réinstallation[Quoi ?]. Il travailla ensuite pour la War Relocation Authority et devint chef adjoint du bureau des territoires de 1946 à 1950. Cette année-là, il fut nommé commissaire adjoint (puis député adjoint) du Bureau des affaires indiennes, où il fut noté compétences en tant que liaison du Congrès[Quoi ?]. En 1961, il a été nommé gouverneur des Samoa américaines au sein de la nouvelle administration Kennedy, jusqu'en 1967.
Lee a été considéré comme un administrateur performant par les administrations Kennedy et Johnson. Après son service aux Samoa américaines, il a été nommé à la Commission fédérale de la communication, où il a promu la télévision éducative. Il a pris sa retraite en 1973, continuant de promouvoir la télévision éducative, mais a exercé un autre mandat en tant que gouverneur des Samoa américaines jusqu'à la prise de fonction du premier gouverneur élu en janvier 1978.